# Jezuïetenklooster (Roermond)

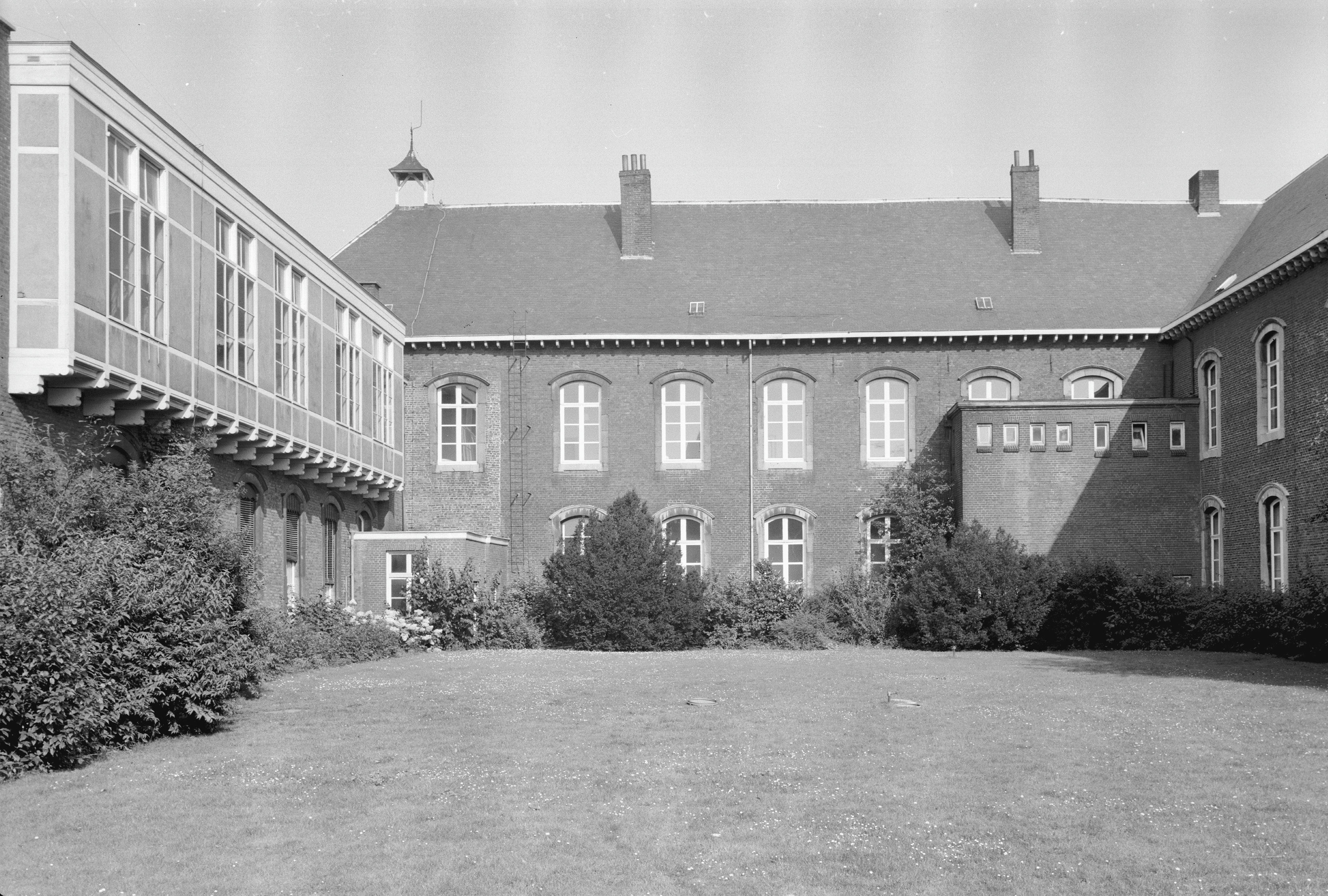
De binnenplaats van de HBS

Het voormalig Jezuïetenklooster is een voormalig klooster van de jezuïeten aan de Lindanusstraat 7 in de Nederlandse stad Roermond.

## Geschiedenis
Dit klooster werd in 1483 gesticht door Joannes de Loviano. Het werd in 1665 verwoest door een stadsbrand en daarna herbouwd. Het huidige complex is 18e-eeuws. Het heeft een L-vorm vanwege de twee vleugels, en ook is er een korte straatvleugel. Van 1864-1983 was het een hbs en atheneum. In 1993-1995 werd het verbouwd tot Centrum voor de Kunsten, waarbij een toneelzaal werd toegevoegd op de plaats waar ooit een 15e-eeuwse kloosterkerk heeft gestaan, en het complex een carrévorm kreeg. Architect van de verbouwing was Rudy Uytenhaak. Het klooster ligt ongeveer op dezelfde plek als het voormalige Hiëronymusklooster.